# جوسيف موسر (دراج)
جوسيف موسر (بالألمانية: Josef Moser)‏ هو دراج نمساوي، (و. 1917 – 1944 م).

## وصلات خارجية
- جوسيف موسر على موقع أرشيف الدراجات (الإنجليزية)
- جوسيف موسر على موقع أوليمبيديا (الإنجليزية)